# 양시현

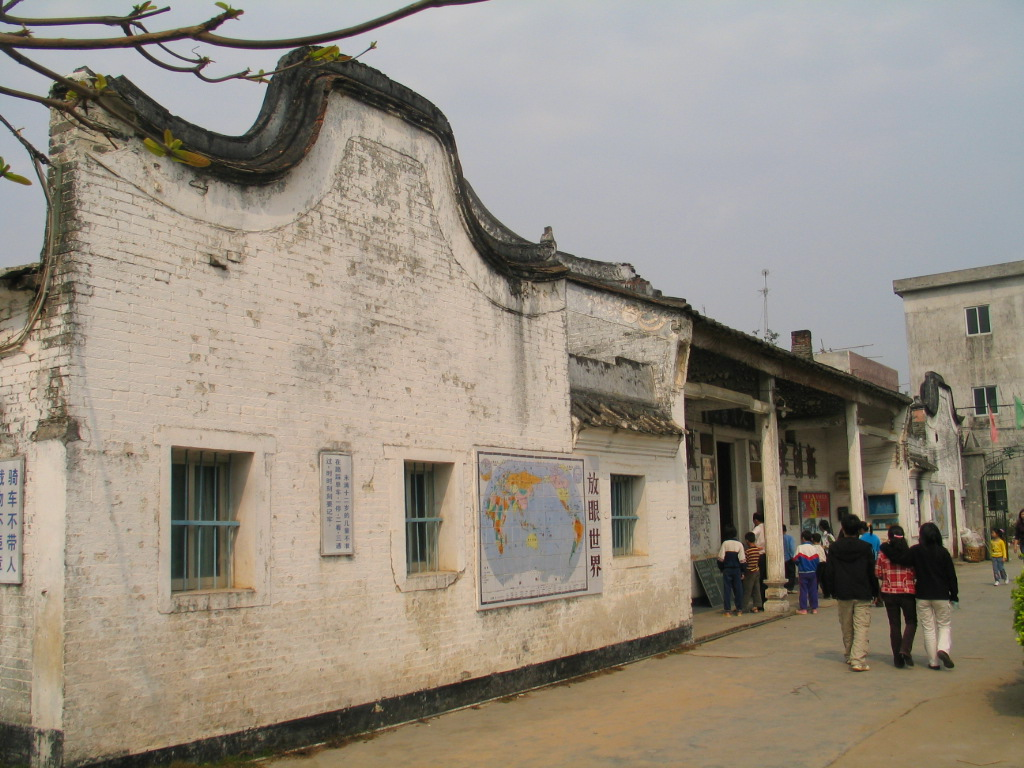

양시현(한국어: 양서현, 중국어: 阳西县, 병음: Yángxī Xiàn)은 중화인민공화국 광둥성 양장 시의 현급 행정구역이다. 넓이는 1271km2이고, 인구는 2007년 기준으로 500,000명이다.

## 행정 구역
8개 진을 관할한다.
- 진: 织篢镇, 程村镇, 溪头镇, 上洋镇, 沙扒镇, 儒洞镇, 新圩镇, 塘口镇.